# دانیل ساموناس
دانیل ساموناس (انگلیسی: Daniel Samonas؛ زادهٔ ۷ مارس ۱۹۹۰) بازیگر و صداپیشه کانادایی-آمریکایی است. وی تباری یونانی-ایرلندی دارد و از سال ۲۰۰۴ میلادی تاکنون مشغول فعالیت بوده‌است.

## گزیدهٔ آثار

### تلویزیون
- سی‌اس‌آی: نیویورک (۲۰۰۸)
- دارودسته (۲۰۰۸–۲۰۰۷)
- آی کارلی (۲۰۰۷)
- بخش فوریت‌های پزشکی (۲۰۰۷)
- هانا مونتانا (۲۰۰۶)
- آواتار: آخرین بادافزار (۲۰۰۷–۲۰۰۵)
- جادوگران محله ویورلی

### بازی‌های ویدئویی
- فاینال فانتزی ۲–۱۳ (۲۰۱۲)
- فاینال فانتزی ۱۳ (۲۰۱۰)